# Myosotis tenericaulis
Myosotis tenericaulis är en strävbladig växtart som beskrevs av Petrie. Myosotis tenericaulis ingår i släktet förgätmigejer och familjen strävbladiga växter. Inga underarter finns listade i Catalogue of Life.